# Otimaš
Otimaš (mađ. Öttömös) je selo na jugoistoku Mađarske.
Površine je 30,91 km četvorni.

## Zemljopisni položaj
Nalazi se na jugoistoku Mađarske, na granici s Bačko-kiškunskom županijom. Salašica je zapadno, Blato je sjeverozapadno, Mirgeš je sjeverno, Jileš je sjeveroistočno, Ruzsa je istočno-sjeveroistočno, Ralma i Ásotthalom su jugoistočno, južno jugoistočno je Palić, južno je Subotica, jugozapadno su Kelebija i Tompa.

## Upravna organizacija
Upravno pripada ralmskoj mikroregiji u Čongradskoj županiji. Poštanski je broj 6784.

## Povijest
1908. je godine upravno izdvojen iz Horgoša, od mađarske strane.

## Promet
10 kilometara zapadno prolazi željeznička pruga koja povezuje Suboticu i Olaš. 4 kilometra južno od sela prolazi državna cestovna prometnica br. 55. 

## Stanovništvo
2001. je godine u Otimašu živjelo 824 Otimašana i Otimašanki, većinom Mađara te nešto malo Nijemaca.

## Vanjske poveznice
- Službene stranice
- Otimaš